# Kozacy: Powrót na wojnę
Kozacy: Powrót na wojnę (tytuł oryginalny Cossacks: Back to War) – drugi samodzielny dodatek do gry Kozacy: Europejskie boje, wydany w 2002 roku przez cdv Software Entertainment. Podobnie jak w oryginalnej grze i poprzednim dodatku, rozgrywka jest osadzona w XVII oraz XVIII wieku i obejmuje wszelkie liczące się kraje czasów, w których gra się rozgrywa. Powrót na wojnę zawiera 100 nowych misji oraz dwie narodowości: Szwajcarów i Węgrów, którymi można pokierować.

## Odbiór gry
Gra spotkała się z mieszanymi reakcjami recenzentów, uzyskując według agregatora Metacritic średnią z sześciu ocen wynoszącą 60/100 punktów oraz 64,33% według serwisu GameRankings bazującą na dziewięciu recenzjach.